# Men in Black III
Men in Black III (även känt som MIB3) är en actionkomedifilm som hade biopremiär i USA den 25 maj 2012, producerad av Steven Spielberg och regisserad av Barry Sonnenfeld. Filmen är en uppföljare till Men in Black och Men in Black II. Manuset är skrivet av flera författare, bland andra David Koepp, Etan Cohen och Lowell Cunningham.
Will Smith spelar Agent J och Tommy Lee Jones spelar Agent K. Andra medverkande är Emma Thompson och Josh Brolin.

## Handling
Agent K (Tommy Lee Jones) är som bortblåst och Agent J (Will Smith) blir tvungen att resa tillbaka till 1969 för att rädda sin surmulne kollega från en utomjordisk mördare, Boris Djuret (Jemaine Clement). De är tillbaka, dock lite väl långt tillbaka för planetens säkerhet. Den okonventionelle Agent J förstår att något inte står rätt till när den legendariske Agent K påstås vara död sedan 40 år. Bara Agent J kan hindra den rymdskurk som har siktet inställt på en ung Agent K (Josh Brolin). Han måste lyckas för att rädda inte bara sin vän och partner, utan hela mänskligheten.

## Rollista
| Will Smith         | – Agent J                           |
| Tommy Lee Jones    | – Agent K                           |
| Josh Brolin        | – Agent K som ung                   |
| Jemaine Clement    | – Boris Djuret                      |
| Michael Stuhlbarg  | – Griffin                           |
| Emma Thompson      | – Agent O                           |
| Alice Eve          | – Agent O som ung                   |
| Bill Hader         | – Andy Warhol/Agent W               |
| David Rasche       | – Agent X                           |
| Mike Colter        | – Överste James Darrell Edwards Jr. |
| Lenny Venito       | – Bowlingklotshuvud-utomjording     |
| Michael Chernus    | – Jeffrey Price                     |
| Keone Young        | – Mr. Wu                            |
| Nicole Scherzinger | – Lilly Poison, Boris' flickvän     |
| David Pittu        | – Roman Fabulisten                  |
| Lanny Flaherty     | – Obadiah Price                     |
| Will Arnett        | – Agent AA                          |
| Justin Bieber      | – Cameo                             |
| Lady Gaga          | – Cameo                             |
| Tim Burton         | – Cameo                             |